# 菲爾希納角
菲爾希納角（德語：Kap Filchner）是南極洲的岬角，是威廉二世地和瑪麗皇后地之間的分隔點，處於阿當斯島西北面17英里，由澳大利亞探險隊發現，以德國探險隊長命名。